# Vroejr Galstjan
Vroejr Ezekielovitsj Galstjan (Armeens: Վրույր Եզեկիելի Գալստյան) (Jerevan, 3 maart 1924 – aldaar, 10 juli 1996) was een Armeens kunstschilder. Hij werd beïnvloed door meesters als Vincent van Gogh en Paul Cézanne.

## Biografie

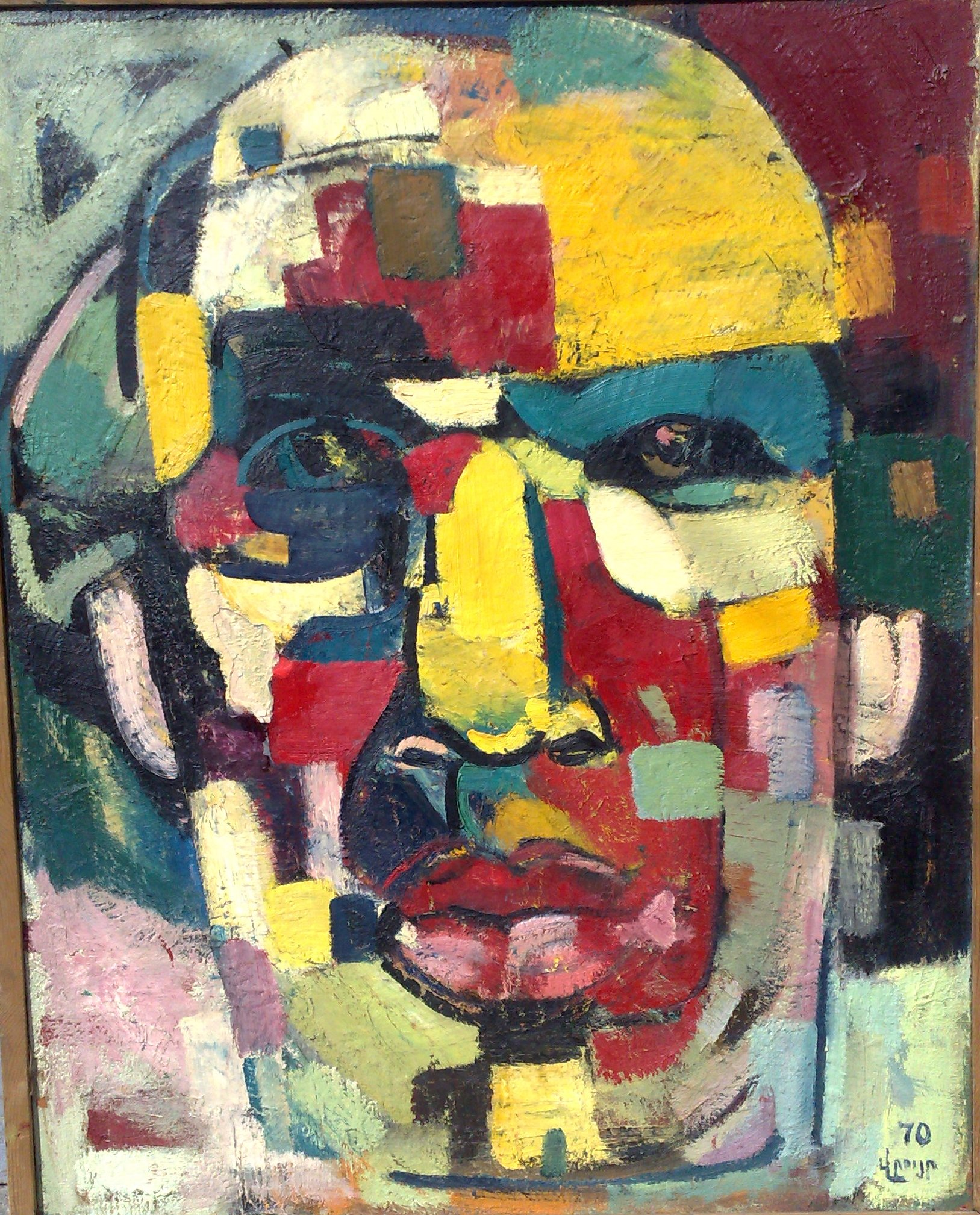
Zelfportret

Galstjan tekende al graag als hobby en in 1958 volgde hij een voorbereidende studie op het Panos Terlemezian College voor Schone Kunsten. Hier ontmoette hij de kunstenaar en leraar Vahram Gaifejian.
Vervolgens ging hij van 1959 tot 1964 voor studie naar het Instituut voor Schone Kunsten en Theater in Jerevan. Een grote invloed op zijn artistieke werk hadden kunstschilder Martiros Sarian en beeldhouwer Jervand Kotsjar, die hij persoonlijk kende. Verder werd hij beïnvloed door het werk van de meesters Vincent van Gogh en Paul Cézanne.
In 1968 werd hij opgenomen als lid van de Kunstenaarsbond van de Sovjet-Unie, die van zijn werk in 1983 een individuele expositie hield. Zelf exposeerde hij al sinds 1962 in zowel Armenië als de rest van de Sovjet-Unie. Maar ook hield hij exposities buiten het Oostblok, zoals in Frankrijk, Portugal en Argentinië. Postuum verschenen er enkele boeken over zijn werk en leven.
Zijn werk bevindt zich tegenwoordig in talrijke privécollecties over de hele wereld, waaronder in een grote collectie in München. In Armenië wordt zijn werk vertoond in het Museum voor Moderne Kunst en de Nationale Galerij van Armenië, beide in de hoofdstad Jerevan, en in de museums van onder meer Dzjermoek en Hrazdan. In Moskou wordt het vertoond in de Staatsgalerij Trtetyakov en het Museum voor Oriëntaalse Kunst.

## Galerij

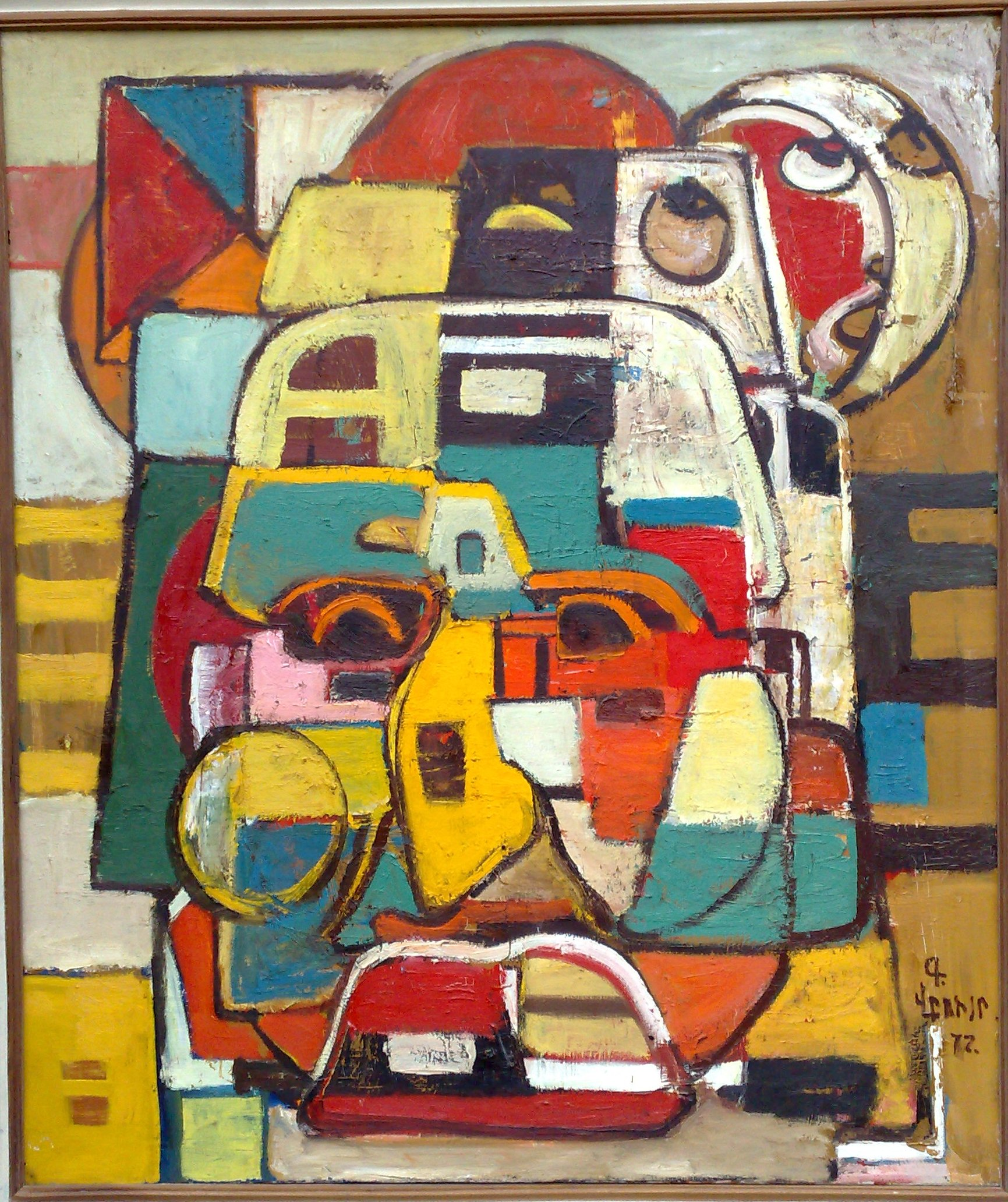
Martiros Sarian (1977)
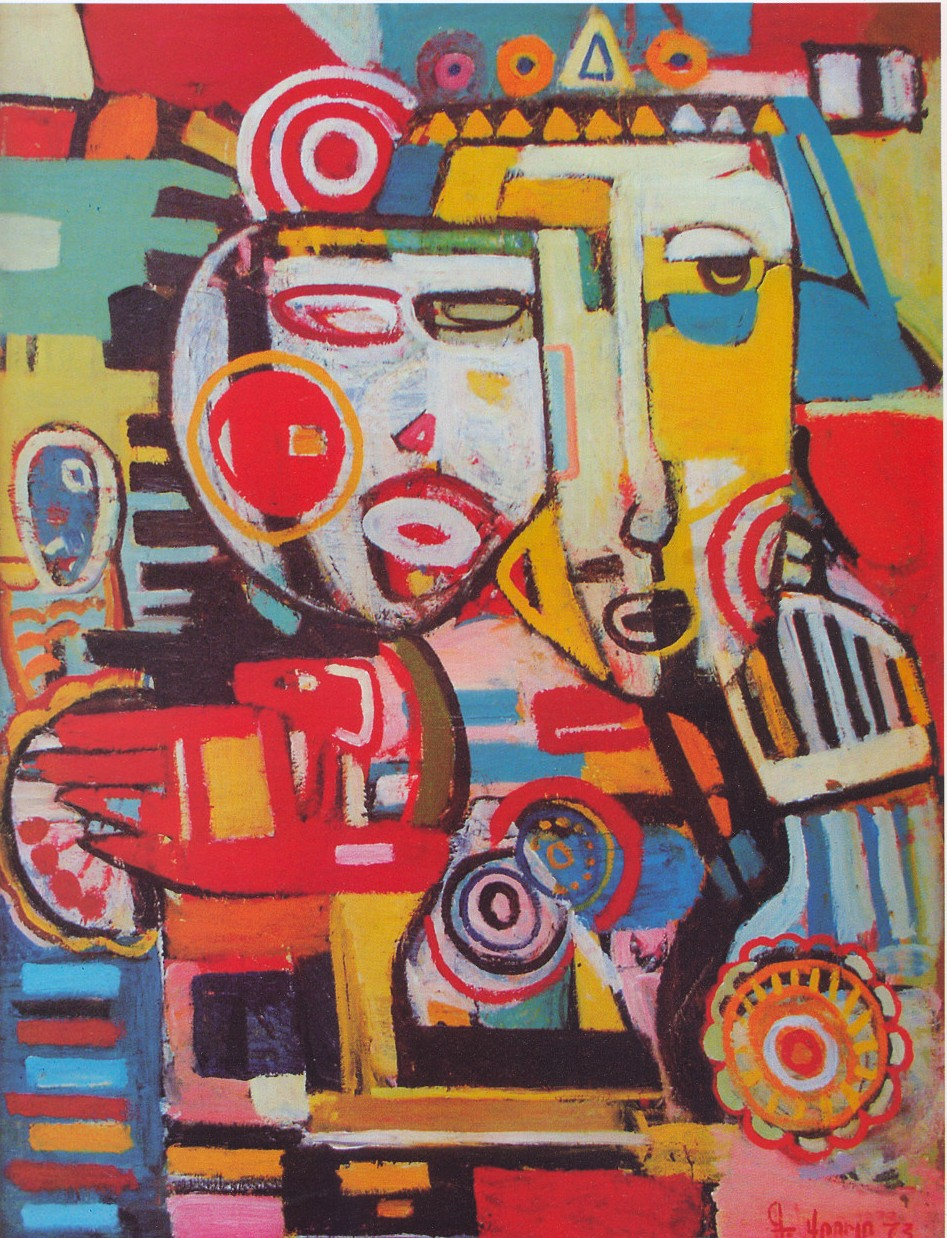
In je dromen (1973)
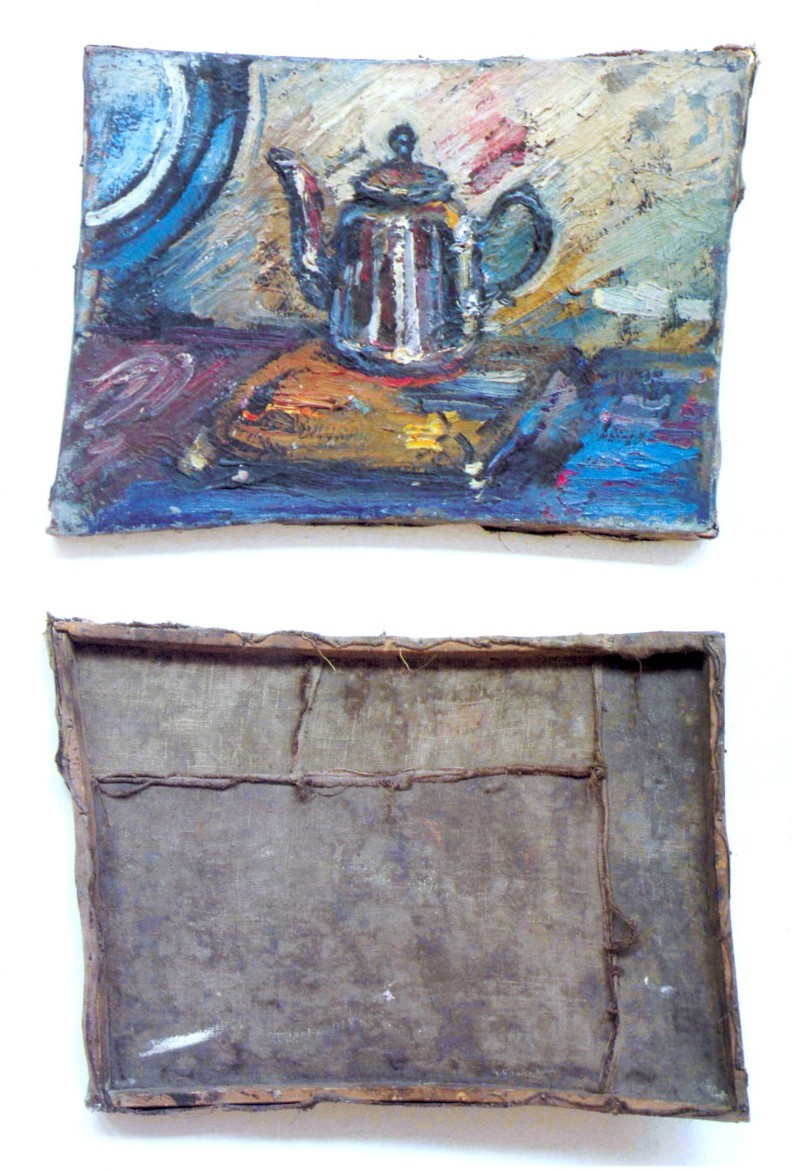
Stilleven met theepot (1964)
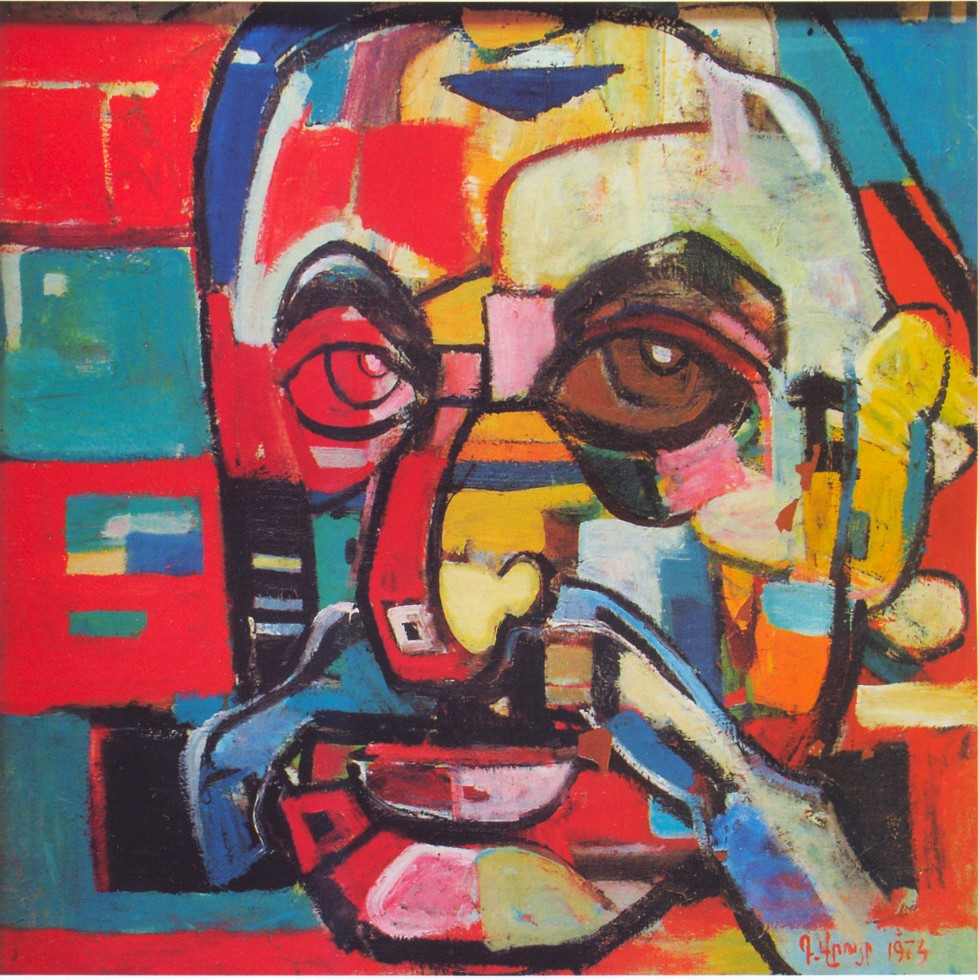
Sero Khanzadyan (1974)
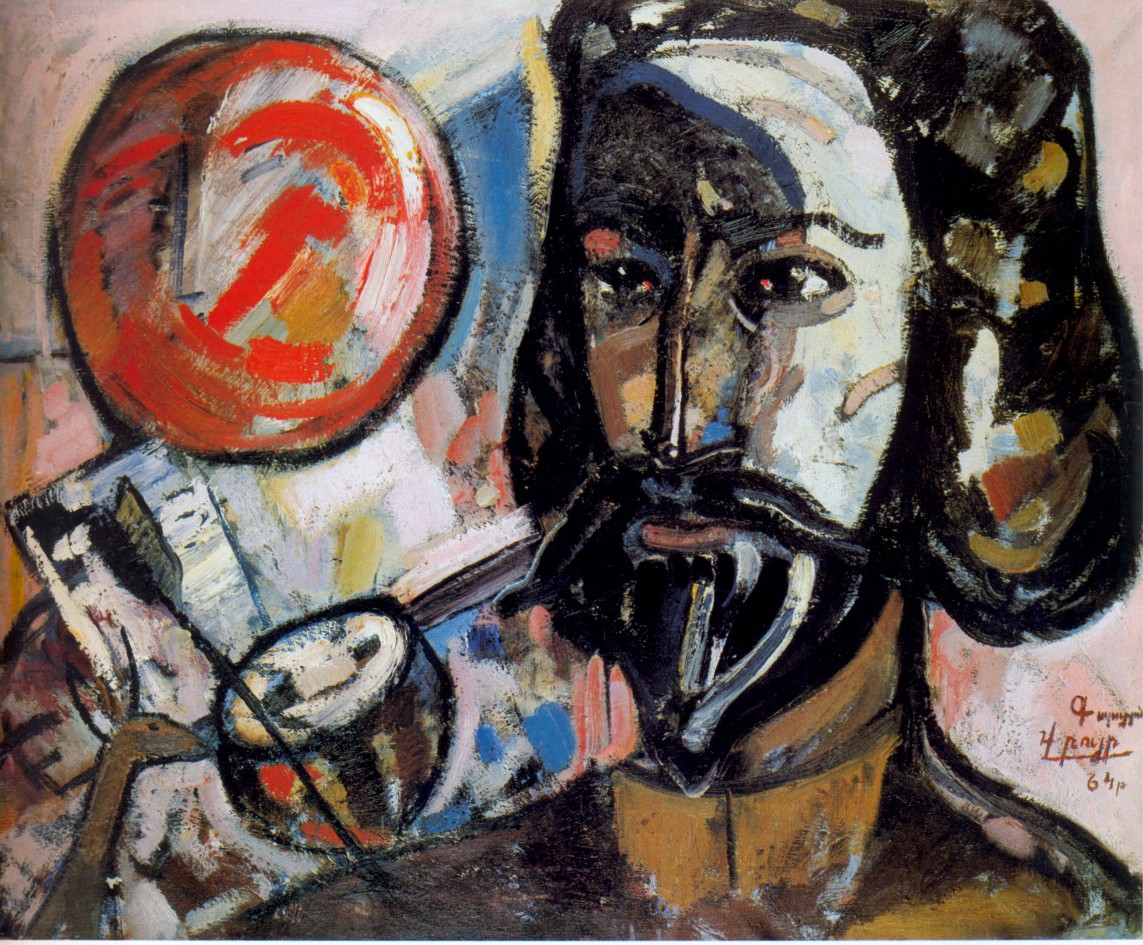
Sayat-Nova (1964)
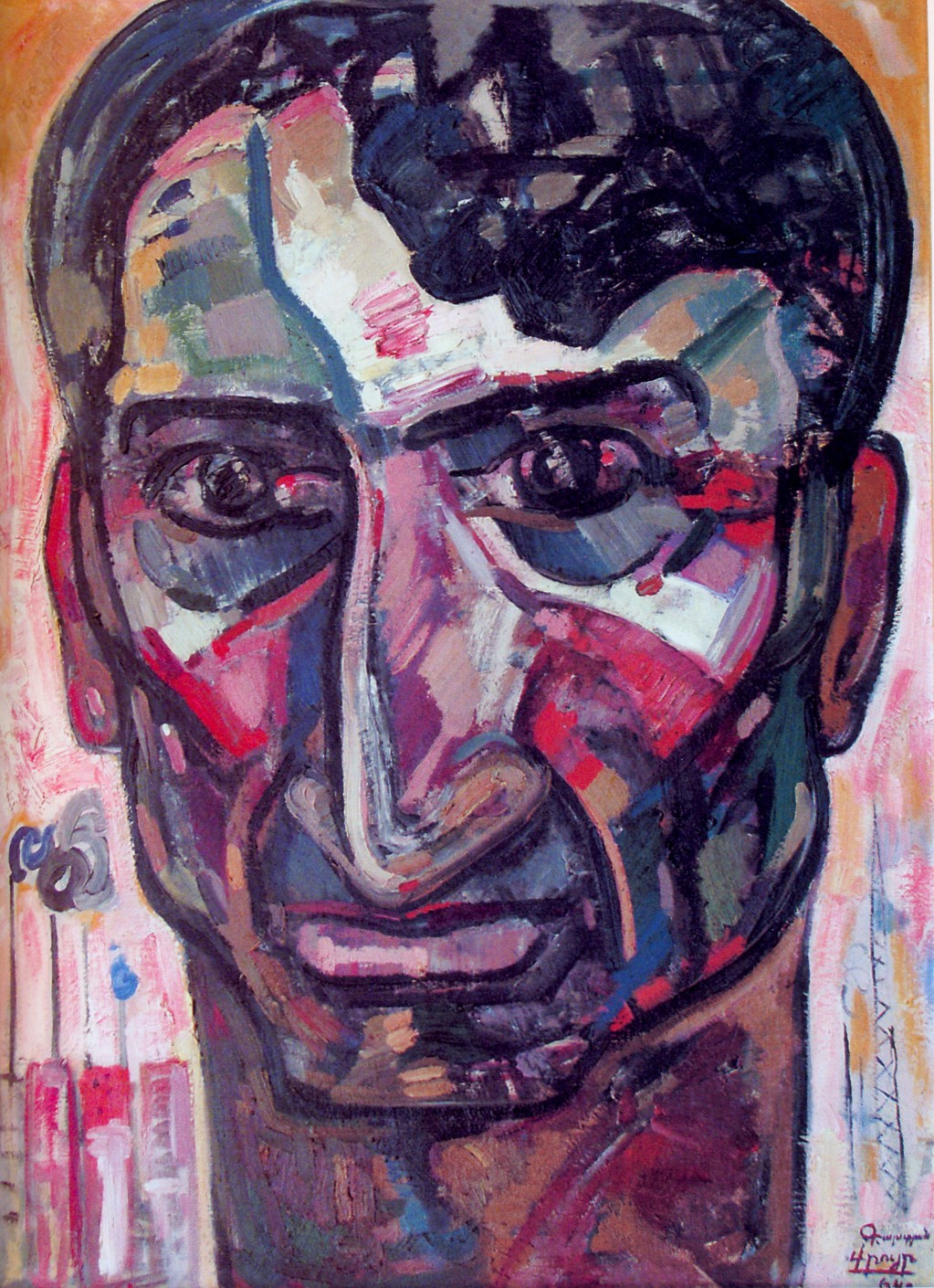
Jeghisje Charents (1964)